# Лемке, Энтони
Э́нтони Ро́джер Ле́мке (англ. Anthony Roger Lemke) — канадский актёр, сценарист, продюсер.

## Биография
Энтони Лемке родился в Оттаве в Онтарио в Канаде. Но теперь проживает в Монреале в провинции Квебек, с тех пор как переехал туда для получения юридического образования в престижном Университете Макгилла на юридическом факультете, который он окончил в 2007 году.
Дебютировал на телевидении в 1997 году. Снимался в сериалах «Королева мечей», «Школа первых ракеток», «Читающий мысли», «Реальные парни», «Зов крови», «Добрая ведьма», «Тёмная материя» и других.

## Избранная фильмография
| Год       |   | Русское название                   | Оригинальное название    | Роль                  |
| --------- | - | ---------------------------------- | ------------------------ | --------------------- |
| 2000—2001 | с | Королева мечей                     | Queen of swords          | капитан Маркус Гришем |
| 2004      | ф | Притворство и коварство            | False Pretenses          | Рэндал Аскерс         |
| 2006      | с | Школа первых ракеток               | 15/Love                  | тренер Дэниел Брок    |
| 2009      | ф | Мёртвые, как я: Жизнь после смерти | Dead Like Me: After Life | Пожарный              |
| 2009—2014 | с | Читающий мысли                     | The Listener             | Брайан Беккер         |
| 2011      | ф | Лица в толпе                       | Faces in the Crowd       | Брайс #3              |
| 2011      | с | Мирадор                            | Mirador                  | Питер Гаррет          |
| 2011      | с | Реальные парни                     | Blue Mountain State      | тренер Маркус Гилдей  |
| 2011—2012 | с | Зов крови                          | Lost Girl                | Райан Ламберт         |
| 2013      | ф | Штурм Белого дома                  | White House Down         | Капитан Хаттон        |
| 2015      | с | Добрая ведьма                      | Good Witch               | Райан Эллиотт         |
| 2015—2017 | с | Тёмная материя                     | Dark Matter              | Третий / Маркус Бун   |